# Rose Fitzgerald Kennedy
Rose Fitzgerald Kennedy (* 22. julija 1890 v Bostonu kot Rose Elizabeth Fitzgerald; † 22. januarja 1995 v Hyannisu, Massachusetts). Bila je ameriška filantropka, žena poslovneža in politika Josepha Patricka Kennedyja Sr., mati 35. predsednika ZDA Johna F. Kennedyja, pravosodnega ministra ZDA Roberta Kennedyja in dolgoletnega senatorja ZDA Edwarda Kennedyja.

## Mladost
Rose je bila najstarejši otrok politika in uglednega bostonskega župana irskih korenin Johna Francisa Fitzgeralda (Honey Fitz) in žene Mary Josephine Hannon (tudi irskih staršev). Pri hiši so imeli šest otrok, poleg Rose so bili še Mary, Thomas, Johr Jr., Eunice in Frederick. Rose je bila čedna, energična in ambiciozna, želela se je učiti umetnosti, glasbe in tujih jezikov. Oče jo je poslal v najboljše katoliške dekliške šole v Bostonu in New Yorku, dve leti je bila tudi na Nizozemskem v nemški samostanski šoli, kjer se je učila francoščine in nemščine. Tam se je navzela vedrine in ljubezni do miru, ki sta bili vse življenje tako značilni zanjo. In tudi sicer je bila zanimiva kombinacija med veseljaškim očetom in tiho, umirjeno materjo. Rose je sprva obiskovala lokalno dekliško latinsko šolo, nato se je učila klavirja na bostonskem konzervatoriju (New England Conservatory). S sestro sta veliko delali v družabnih in dobrodelnih organizacijah, Rose je ustanovila svojo organizacijo Križev as. Često je nadomeščala svojo mamo v družabnem življenju očeta - bostonskega župana, saj se je mati raje posvečala družini.   

## Poroka in družinsko življenje
7. oktobra 1914 se je poročila s svojo veliko ljubeznijo - ognjevitim, rdečelasim Josephom Patrickom Kennedyjem, takrat mladim uspešnim bankirjem.
Poznala sta se že od ranega otroštva, saj sta družini letovali v istem kraju. Snubitev je trajala kar sedem let, ker njen oče ni hotel privoliti v poroko. Upal je, da bo hčer oddal v kako še bogatejšo hišo. O njenem debitantskem večeru, ko jo je sprejela irska skupnost medse, se je še dolgo govorilo. Oče je povabil 450 bogatih bostonskih moških in žensk. Veliko jih je bilo, ki so jo zaprosili za roko. A Rose je bila že odločena.
Joseph Patrick je bil tudi sin Johnovega političnega konkurenta v demokratski stranki - J.P. Kennedyja. S poroko sta se združili dve vplivni politični družini irskih korenin. 
Otroci: 
1. Joseph Patrick Kennedy Jr. (1915 - 1944)
2. John F. Kennedy (1917 - 1963)
3. Rosemary Kennedy (1918 - 2005)
4. Kathleen Agnes Kennedy Cavendish (1920 - 1948)
5. Eunice Kennedy Shriver (1921-2009; poročena je bila s Sargentom Shriverjem; hči Maria Shriver je bila poročena s filmskih igralcem in politikom Arnoldom Schwarzeneggerjem)
6. Patricia Kennedy (1924 - 2006; poročena je bila s filmskim igralcem Petrom Lawfordom)
7. Robert Kennedy (1925 - 1968)
8. Jean Kennedy Smith (f. 1928)
9. Edward Kennedy (1932 - 2009)

## Pozna leta
Rose Kennedy je preživela štiri svoje otroke in tudi štirje vnuki so umrli pred babico, prav tako je za 8 mesecev preživela snaho Jackie Kennedy. Za velikonočne praznike leta 1984 je pri 94 letih doživela možgansko kap. Zadnjih 11 let je živela odmaknjeno v družinskem domu v Hyannis Portu. V 105. letu starosti je 22. januarja 1995 umrla zaradi pljučnice.